# 静宁县第一中学
靜寧縣第一中學，是一所位于中华人民共和国甘肃省静宁县的甘肃省“省级示范性普通高中”，校址位于中街170号。

## 沿革
由王尔全先生建立。靜寧縣第一中學始建于1941年7月招生两班，共120人。9月24日开学，定校名为“静宁县立初级中学”。1942年春，甘肃省教育厅命令改静宁县中学为“甘肃省立静宁中学”，始设高中部。1958年，学校划归县办，更名为“静宁县第一中学”。2004年初中部划出，学校改办为独立高中。学校现为省级示范性普通高中。

## 特点
靜寧縣第一中學常年以来承担着静宁县优质生源的中学阶段教育培养任务。近十几年来，学校在高考中取得了相对优异的成绩。学校多次获得省级和国家级别的荣誉和表彰，并在高中学科竞赛取得了不错的成绩。与邻县会宁县的几所中学一样，靜寧縣第一中學的模式是甘肃省的县级中学在高考中取得较好成绩的方案之一，教育脱贫也被当地人视为主要的脱贫方式。
2019年10月，坐落于靜寧縣第一中學校内的静宁文庙被国务院公布为第八批全国重点文物保护单位。